# Système de couleurs HKS

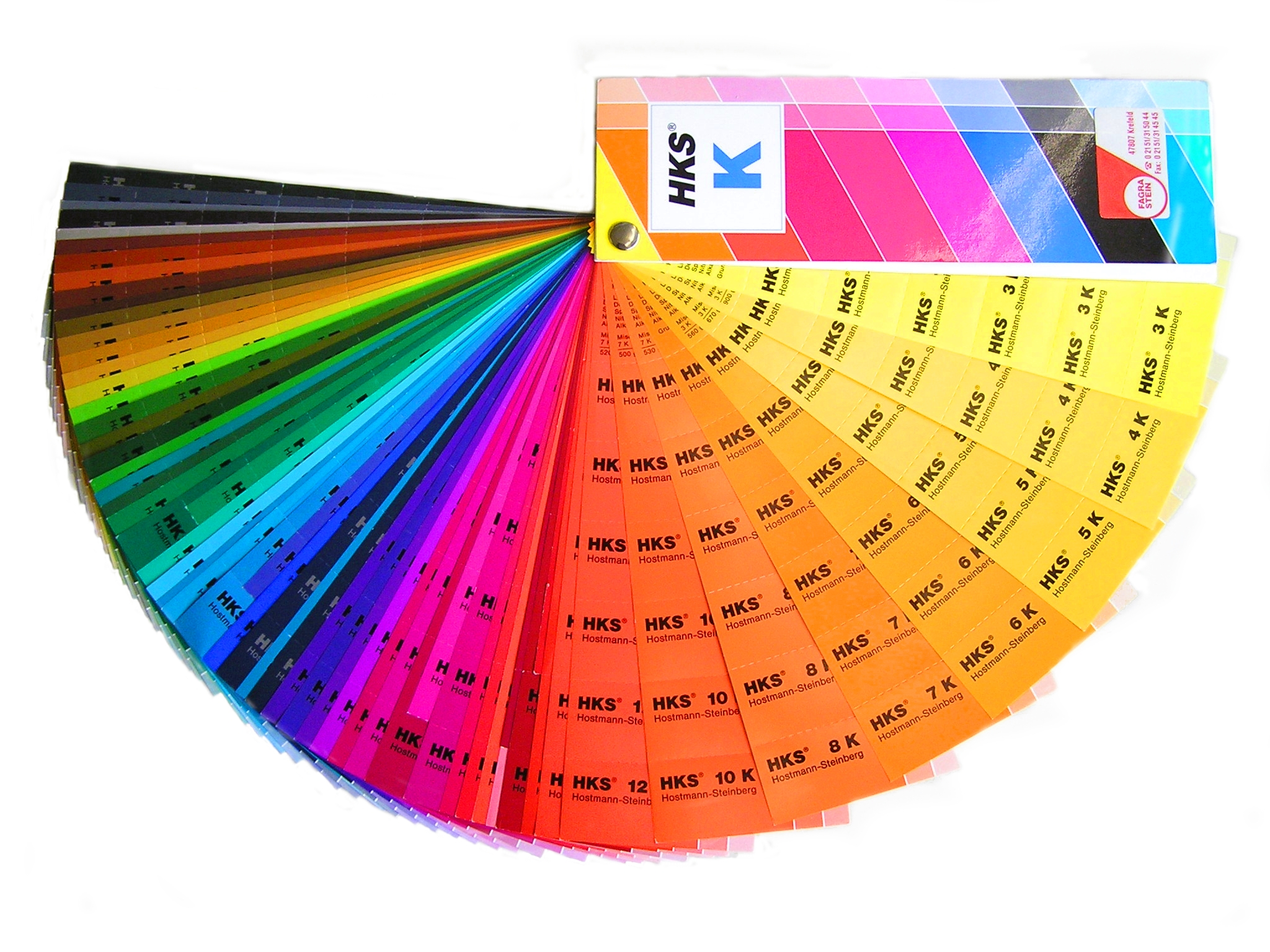
Éventail HKS.

HKS est un système de couleur qui contient 120 tons directs et 3 250 tons pour papier couché ou papier non couché. HKS est un acronyme suivant les trois fabricants de couleurs allemands : Hostmann-Steinberg Druckfarben, Kast + Ehinger Druckfarben, et H. Schmincke & Co.
Les couleurs HKS, de même que les couleurs Pantone, peuvent être utilisées pour tout type de publication imprimée afin d'obtenir
des couleurs prévisibles (on parle de « système colorimétrique d'identité »). Comme pour le système de couleur Pantone, il existe des couleurs HKS qui ne peuvent pas être obtenues dans la gamme de couleur CMYK (CMJN), comme orange brillant ou certains tons de bleu.
Le système HKS est fondé sur l'espace de couleur Euroscale. Il suit les « directives » ISO 12647:2 2002 et le standard FOGRA (comme le Fogra27L). Cela signifie que les couleurs HKS sont disponibles sur tous les types de papier du standard 12647. Cela rend l'impression des couleurs plus facile en impression offset et pour les systèmes d'impression numérique classique.

## Source
- (en) Cet article est partiellement ou en totalité issu de l’article de Wikipédia en anglais intitulé « HKS (colour system) » (voir la liste des auteurs).